# Зенде
Зенде (нем. Sehnde) — город в Германии, в земле Нижняя Саксония.
Входит в состав района Ганновер. Население составляет 22 944 человека (на 31 декабря 2010 года). Занимает площадь 103,44 км². Официальный код — 03 2 41 016.
Город подразделяется на 15 городских районов.

## Население
| Год  | Население |
| ---- | --------- |
| 1990 | 17 616    |
| 1995 | 18 248    |
| 2000 | 20 241    |
| 2005 | 22 198    |
| 2010 | 22 862    |

## Достопримечательности
- Ганноверский музей трамваев
- Евангельская церковь Святого Креста

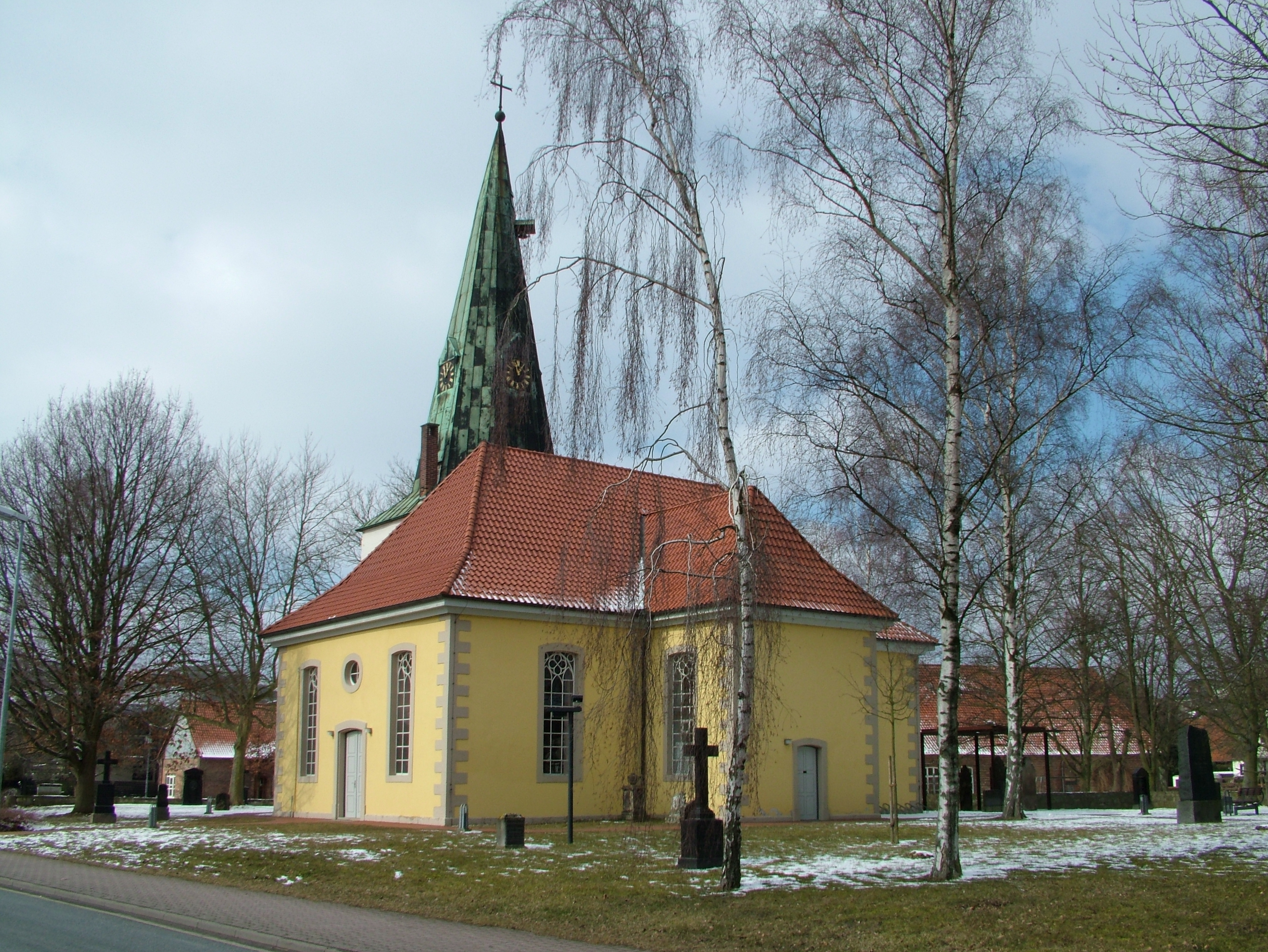
Церковь

## Галерея

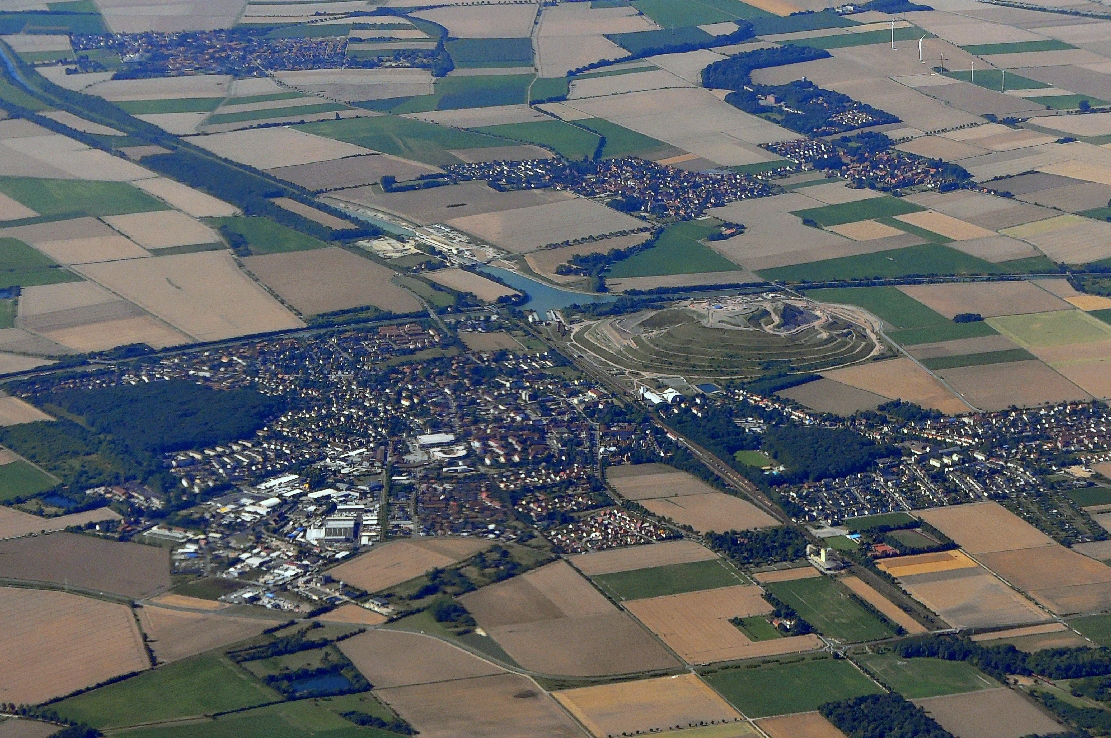
Вид из самолета
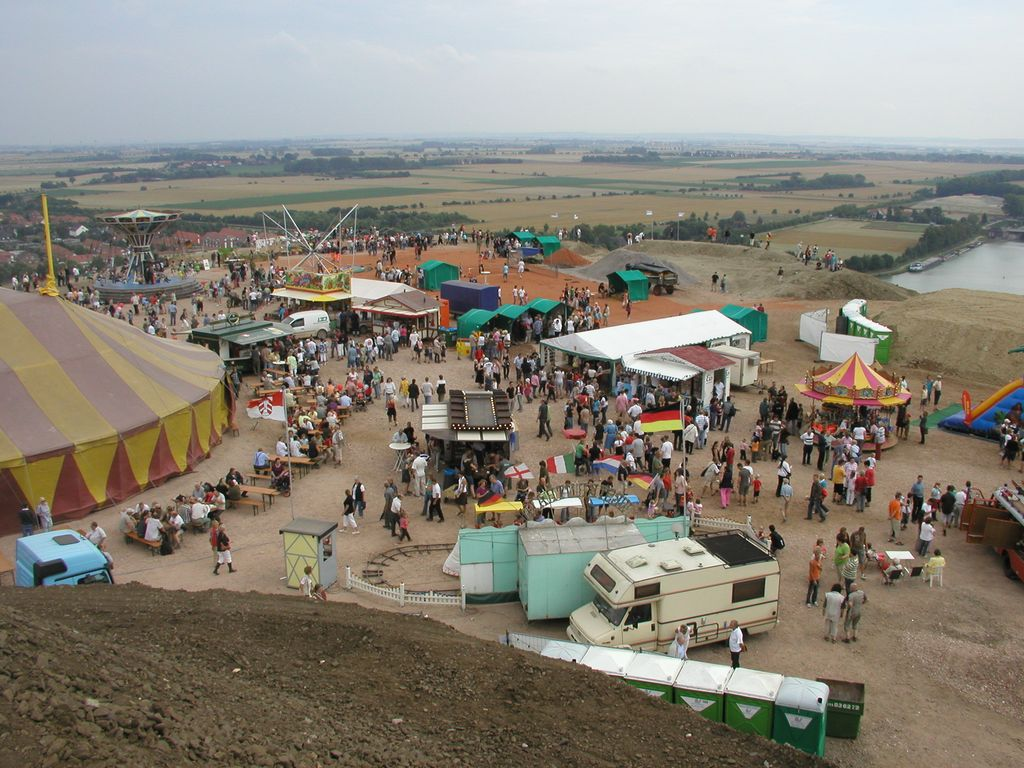
Фестиваль
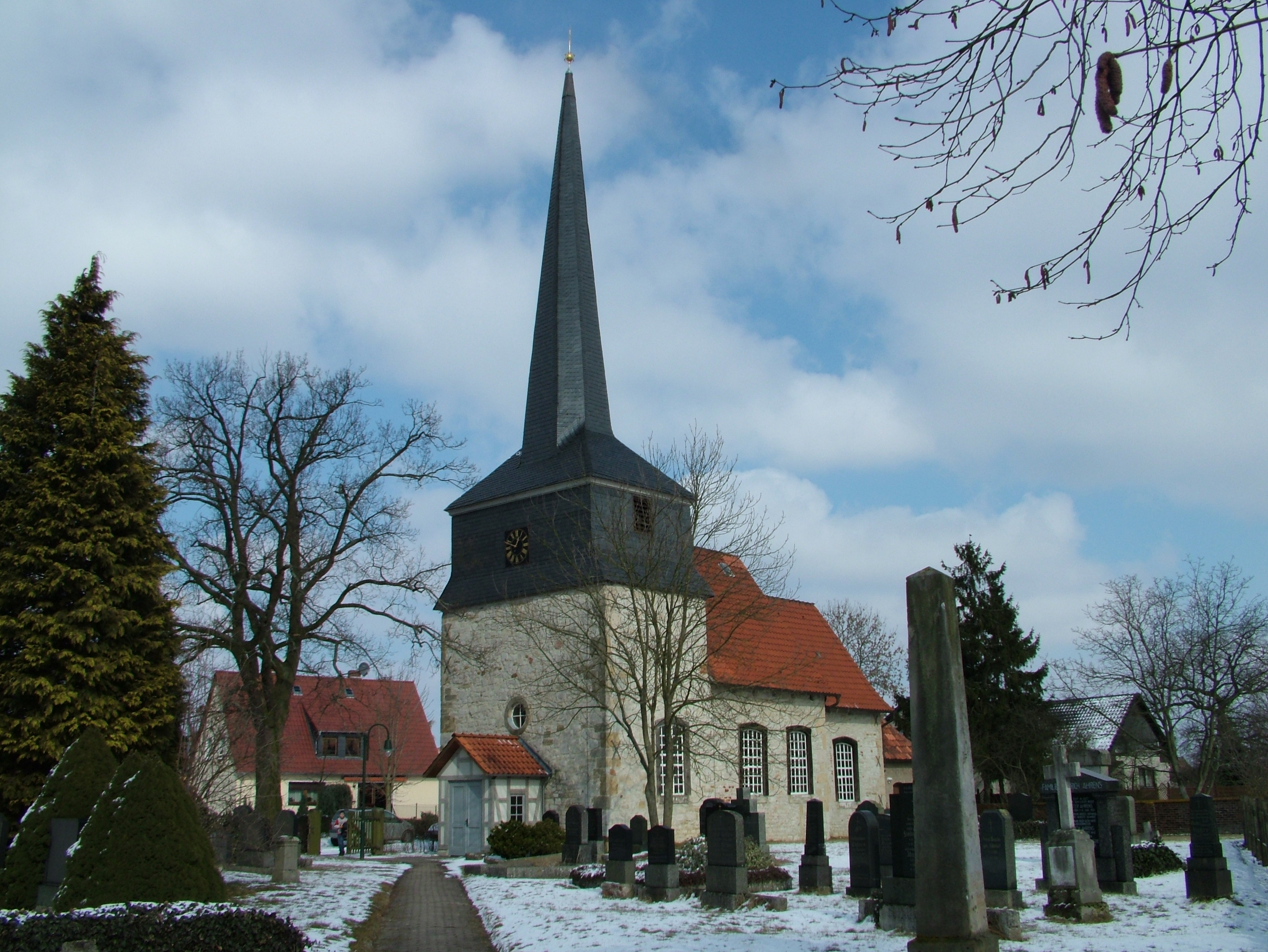
Вид на церковь
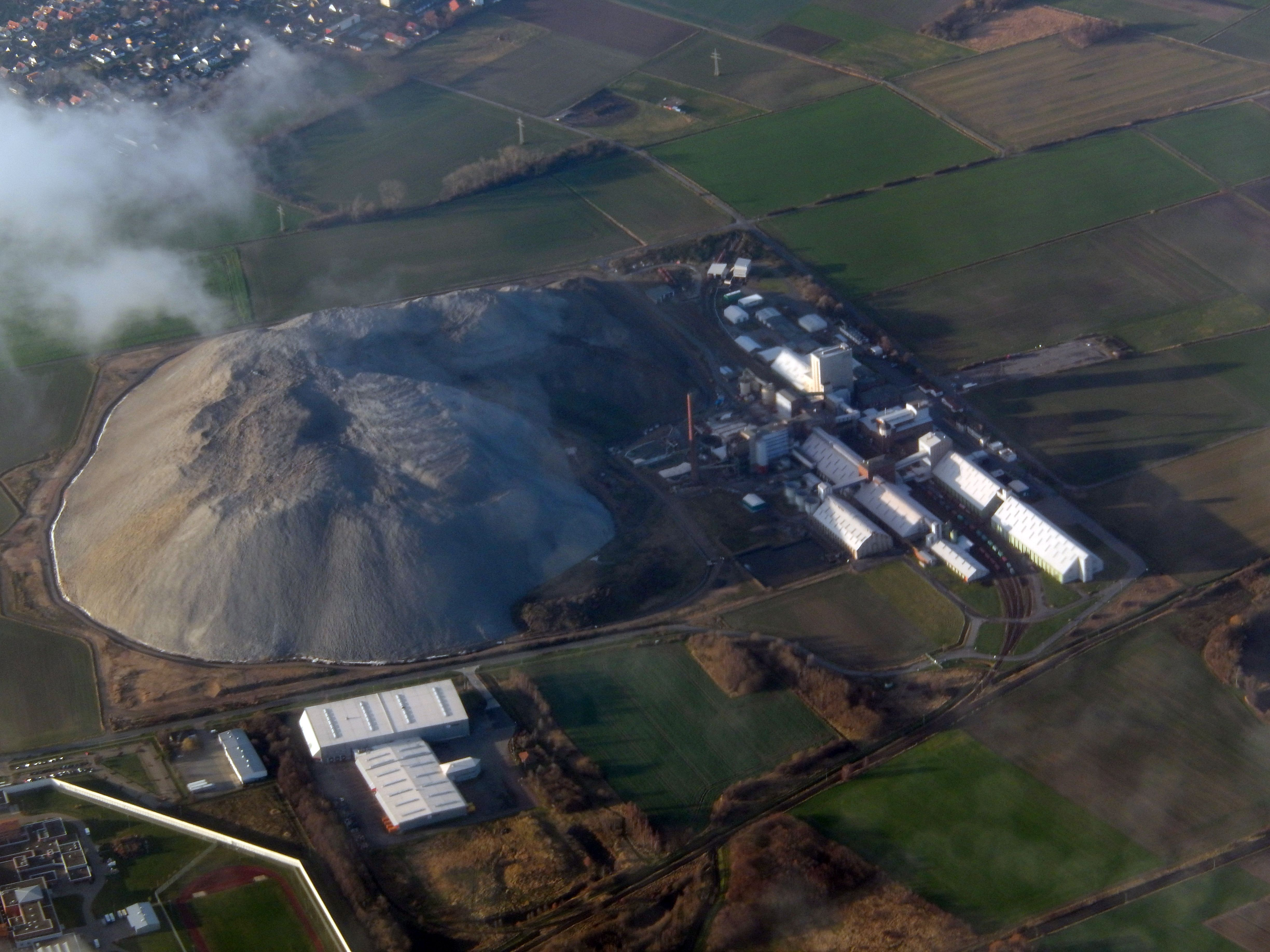
Добыча калийной соли